# Ignac Franc Zimmermann
Ignac Franc Zimmermann (nemško Ignaz Franz Zimmermann), avstrijski škof, * 26. julij 1777, Slovenska Bistrica, † 28. september 1843, Šentandraž v Labotski dolini.
V letih 1824–1843 je bil lavantinski škof, kot prvi, ki ni bil plemiškega rodu v dolgi vrsti plemiških škofov.

## Življenje
Ignac Franc Zimmermann se je rodil kot sin poštnega upravitelja Franca in materi Kajetani (roj. Müller) v Slovenski Bistrici na Spodnjem Štajerskem. Ker so mu starši zgodaj umrli, je živel pri stricu v Destrniku pri Ptuju. Tam je obiskoval javno šolo Leopolda Volkmerja. V tem času se je prav gotovo naučil slovenščino, v kolikor je ni že znal prej. Šolanje je nato nadaljeval na normalki na Ptuju in na gimnaziji v Gradcu.
Zimmermann je leta 1794 začel študirati na pravni fakulteti na Dunaju, vendar se je naslednje leto preusmeril v teologijo, od leta 1796 pa je bil v Gradcu. V duhovnika je bil posvečen leta 1800 v Šentandražu v Labotski dolini na Koroškem. Do leta 1807 je bil kaplan v Slovenski Bistrici, nato pa do leta 1809 župnik in dekanijski prošt v Vuzenici na Spodnjem Štajerskem, kjer mu je uspelo preprečiti bombardiranje trga s strani francoske vojske. V letih 1809–1815 je bil prvič dejaven v Šentandražu, nato pa je bil kratek čas župnik in dekan v Vidmu ob Savi, dokler ni bil leta 1816 imenovan za gubernijskega kanonika in kanonika v Gradcu, kjer je pri deželni vladi prevzel oddelek za duhovne zadeve in nadzor cerkvenega premoženja.

## Lavantinski škof
Leta 1824 je Zimmermann postal lavantinski škof. Med svojim dolgoletnim službovanjem se je uspešno zavzemal pri vladi za izboljšanje položaja škofije. Na njegovo prošnjo so leta 1825 v Šentandražu ponovno ustanovili kapitelj. Leta 1829 je imenoval Antona Martina Slomška za duhovnega vodjo semenišča v Celovcu. Zimmermann je takoj po nastopu škofovske službe svoje pastirsko pismo napisal v slovenščini, kar se je zgodilo prvič v zgodovini škofije. Zimmermann je tudi svoje nagovore v slovensko govorečih mestih vedno imel v slovenskem jeziku in se nenehno zavzemal pri oblasteh za enoten slovenski jezik. Ko je leta 1826 obiskal rodno Slovensko Bistrico, je zaživela zamisel, da bi sedež škofije iz Šentandraža preselili tja, vendar si Zimmermann za to ni kaj dosti prizadeval. Odklonil je tudi mesto krškega škofa, ki so mu ga pozneje ponudili, in je do smrti ostal na škofijskem sedežu v Šentandražu.
Kljub svoji zavezanosti slovenščini, ki je po Schnablu očitno predstavljala pomemben del Zimmermannove identitete, je v slovenskem zgodovinopisju ponavadi kot prvega Slovenca na lavantinskem škofovskem sedežu šteje šele Zimmermannovega naslednika Franca Ksaverja Kutnarja.